# Gabriel Lory der Ältere

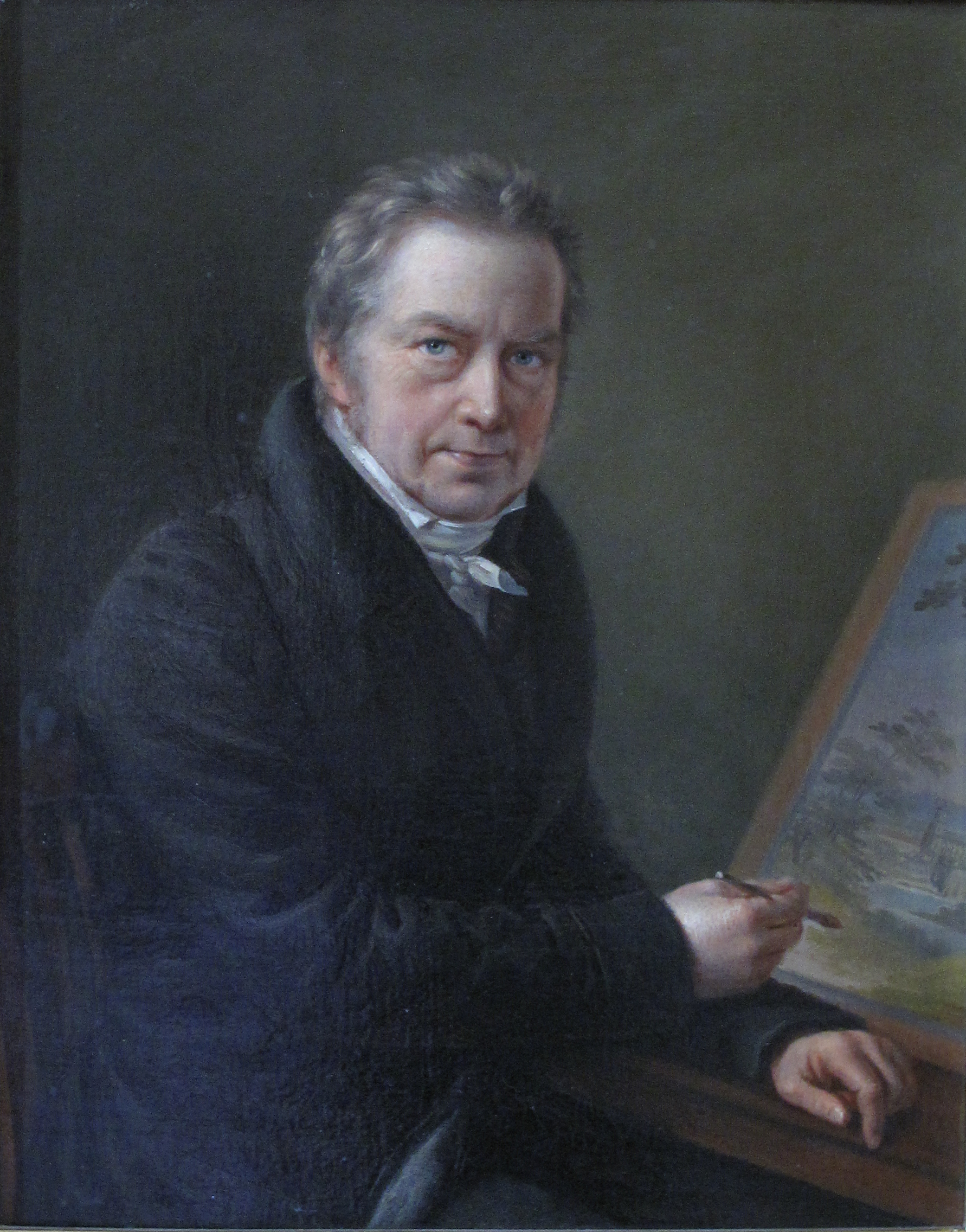
Gabriel Ludwig Lory, Porträt von David Sulzer

Gabriel Lory der Ältere (auch Gabriel Ludwig Lori, * 20. Juni 1763 in Bern; † 12. November 1840 ebenda) war ein Schweizer Landschaftsmaler, Radierer, Aquarellist, Zeichner und Vater des Gabriel Lory des Jüngeren.

## Leben
Gabriel Lory der Ältere erlernte das Malerhandwerk als Kolorist von Radierungen in Bern bei Johann Ludwig Aberli und Caspar Wolf, danach in Genf bei Louis Albert Guislain Bacler d’Albe (1761–1824) und Jean-François Albanis de Beaumont (1755–1812). Er fand Anstellung in St. Gallen beim Verleger Bartholomäus Fehr, dessen Schwester Wilborada er heiratete.
Seit 1784 war Lory wieder in Bern bei der Edition kolorierter Landschaftsansichten tätig. Um 1787 gab er mit Simon Daniel Lafond Kunstblätter, meist mit Motiven aus dem Berner Oberland, heraus, später auch mit Landschaften aus der italienischen Schweiz, dem Kanton Bern und der Innerschweiz.
1797 arbeitete er gemeinsam mit Simon Daniel Lafond und Karl Ludwig Zehender. Gabriel Lorys Ansichten wurden auch im Ausland bekannt. 1795 erschien in Leipzig eine Zusammenstellung seiner Schweizer Ansichten. Im gleichen Jahr zog er mit seinem Sohn nach Herisau, wo sie an der Bearbeitung der Ansichten von Moskau und St. Petersburg tätig waren. Zu seinen Mitarbeitern zählten auch sein Neffe Friedrich Wilhelm Moritz und eine grosse Anzahl von Künstlern, die alle in Bern tätig gewesen sind. 1801 kehrte Lory nach Bern zurück.
1805 wurde er vom Verleger Jean-Frédéric d’Ostervald nach Neuenburg gerufen. Gemeinsam mit seinem Sohn schuf er Voyage pittoresque de Genève à Milan par le Simplon (1811) und Voyage pittoresque dans la vallée de Chamouni et autour du Montblanc (1815).
1812 liess sich Lory in Bern nieder und wurde Mitbegründer der Bernischen Künstlergesellschaft. Zwei Jahre nach dem Tod seiner Frau heiratete er 1816 Barbara Fuchser aus Oberdiessbach. 1818 wurde Lory zum Mitglied des akademischen Kunstkomitees gewählt.